# El Anunciador
El Anunciador — іспаномовна газета, що виходила в тодішній коронній колонії (нині —  британська заморська територія) Гібралтар з 1885 по 1940 рік. Це була найпопулярніша газета в Гібралтарі та в районі Кампо-де-Гібралтар.